# The Cherrytree Sessions
The Cherrytree Sessions  es el primer extended play (EP) de la cantante estadounidense Lady Gaga. Distribuido por el sello Interscope Records, filial del Universal Music Group, el álbum fue lanzado por primera vez en Canadá y en los Estados Unidos el 3 de febrero de 2009, en formato digital mediante ITunes, y poco después comercializado mediante las tiendas Borders en disco compacto. Luego de ello, fue lanzado el 20 de marzo de 2009 digitalmente en varios países europeos y en agosto del mismo año se lanzó en formato físico nuevamente. Los productores del álbum son Martín Kierszenbaum y RedOne, quienes participaron en el disco debut de la cantante.
The Cherrytree Sessions  se compone de dos canciones interpretadas en directo, «Just Dance» y «Poker Face», desde las oficinas del sello discográfico Cherrytree Records, más conocido como The Cherrytree House, y un remix de «Eh, Eh (Nothing Else I Can Say)» con un piano eléctrico y beatboxing sonando de fondo. Las tres canciones pertenecen al álbum debut de la cantante, The Fame, de 2008. 
El EP recibió comentarios positivos de los críticos, quienes elogiaron la habilidad vocal de la cantante. A pesar de no recibir ningún tipo de promoción por parte de la cantante, logró entrar a la lista de álbumes de México, donde llegó al puesto treinta y dos. Por otro lado, a pesar de no entrar en el conteo principal de los Estados Unidos, de acuerdo con Nielsen SoundScan, se estima que el disco vendió aproximadamente 9 000 copias digitales en el país.

## Antecedentes y lanzamiento

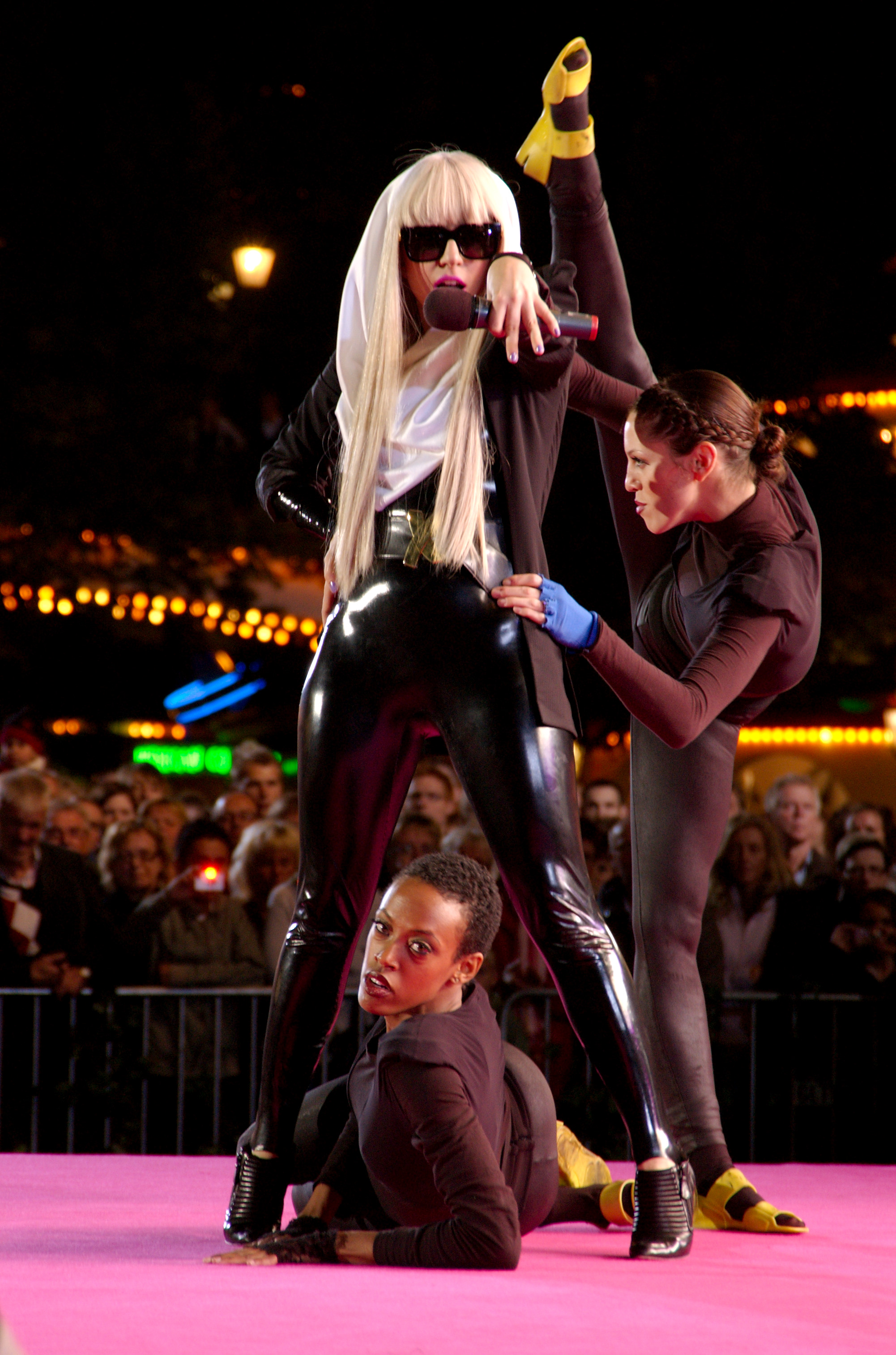
Gaga interpretando «Just Dance» en agosto de 2008.

The Cherrytree Sessions es una serie de EPs producidos por Martin Kierszenbaum, director de Cherrytree Records, con el objetivo de promocionar a los artistas de su sello. Con la ayuda de Tony Ugval, Kierszenbaum recopiló grabaciones y material visual de presentaciones de varios artistas de su sello. Debido a la demanda de los fanáticos, decidió publicarlas comercialmente, señalando que «sin darnos cuenta, terminamos con una extraordinaria colección de grabaciones, íntimas en ocasiones, y sorprendentes en otras».
El episodio de Gaga para The Cherrytree Sessions se lanzó inicialmente como un video en el sitio web del sello. El segmento comienza con Gaga y el productor Space Cowboy sorprendiendo a Kierszenbaum en su oficina. Luego de hablar sobre sus viajes internacionales, Gaga interpretó una versión acústica de «Brown Eyes» (2008) al piano, el mismo en el que cantó cuando conoció a Kierszenbaum. Posteriormente, junto a Space Cowboy, realizó una versión simplificada de «Just Dance» con teclados antes de regresar al piano para ofrecer una interpretación acústica de «Poker Face». Esta presentación coincidió con el logro de «Just Dance» como número uno en la lista Billboard Hot Digital Songs en 2008 y estuvo disponible como episodio en línea en el sitio de Cherrytree Records.
El EP incluye tres canciones grabadas en vivo durante la sesión, todas pertenecientes al álbum debut de Gaga, The Fame (2008). Según AllMusic, la interpretación de «Poker Face» al piano en solitario evoca el estilo del cabaret, mientras que «Just Dance» utiliza exclusivamente sintetizadores como acompañamiento instrumental. La última canción, «Eh, Eh (Nothing Else I Can Say)», incorpora teclados, tocados por Kierszenbaum, y beatboxing realizado por Space Cowboy.

## Recepción

### Comentarios de la crítica
Mark Beech de Bloomberg L.P. le otorgó una reseña positiva, calificándolo con tres de cuatro estrellas. Destacó las habilidades vocales de Gaga y afirmó que el EP «muestra que Lady Gaga no es solo minifaldas explosivas y sujetadores lanzallamas». Simon Gage del Daily Express le dio tres estrellas de cinco, sorprendiéndose por las capacidades vocales de Gaga. Comentó que, «a menudo ocultas tras esos irresistibles eurobeats, en estas versiones más simples y tempranas de canciones como “Poker Face” y “Just Dance”, su voz tiene más oportunidad de brillar, al igual que las canciones». Stephen Thomas Erlewine de AllMusic compartió una opinión similar y también otorgó tres estrellas de cinco, calificando las interpretaciones como «muestras efectivas del carisma y las habilidades de composición de Gaga». En particular, elogió la música de «Eh, Eh (Nothing Else I Can Say)», destacando que su «mezcla minimalista» se adaptaba perfectamente a la estética del lanzamiento.

### Desempeño comercial
The Cherrytree Sessions debutó en el puesto 45 del top 100 de álbumes más vendidos en México el 20 de agosto de 2010, y ascendió al número 32 la semana siguiente. Aunque no logró ingresar a ninguna de las listas de álbumes de Billboard, según Nielsen SoundScan, el EP había vendido 9 000 copias en los Estados Unidos para septiembre de 2010.

## Lista de canciones
- Edición estándar

| The Cherrytree Sessions |                                                                                                |                                             |                                   |          |  |
| N.º                     | Título                                                                                         | Escritor(es)                                | Productor(es)                     | Duración |  |
| 1.                      | «Poker Face» (versión acústica de piano y voz)                                                 | Lady Gaga, RedOne                           | Martin Kierszenbaum               | 3:38     |  |
| 2.                      | «Just Dance» (versión reducida)                                                                | Lady Gaga, RedOne, Akon                     | RedOne                            | 2:05     |  |
| 3.                      | «Eh, Eh (Nothing Else I Can Say)» (versión de piano eléctrico y beat box)                      | Lady Gaga, Martin Kierszenbaum              | Martin Kierszenbaum               | 3:03     |  |
| 4.                      | «Christmas Tree (con DJ Space Cowboy)» (versión únicamente incluida en el box set The Singles) | Lady Gaga, Nick Dresti, Martin Kierszenbaum | Space Cowboy, Martin Kierszenbaum | 2:22     |  |

## Posicionamiento en listas

### Semanales
| México | Mexican Albums Chart | 32 |

## Historial de lanzamientos
| País           | Fecha                | Formato               | Ref.          |
| -------------- | -------------------- | --------------------- | ------------- |
| Canadá         | 3 de febrero de 2009 | Descarga digital      | [ 2 ]         |
| Estados Unidos | 3 de febrero de 2009 | Descarga digital      | [ 13 ]        |
| Estados Unidos | 3 de marzo de 2009   | CD                    | [ 3 ]         |
| Alemania       | 20 de marzo de 2009  | Descarga digital      | [ 14 ]        |
| Austria        | 20 de marzo de 2009  | Descarga digital      | [ 15 ]        |
| Bélgica        | 20 de marzo de 2009  | Descarga digital      | [ 16 ]        |
| Dinamarca      | 20 de marzo de 2009  | Descarga digital      | [ 17 ]        |
| Finlandia      | 20 de marzo de 2009  | Descarga digital      | [ 18 ]        |
| Francia        | 20 de marzo de 2009  | Descarga digital      | [ 19 ]        |
| Italia         | 20 de marzo de 2009  | Descarga digital      | [ 20 ]        |
| Noruega        | 20 de marzo de 2009  | Descarga digital      | [ 21 ]        |
| Nueva Zelanda  | 20 de marzo de 2009  | Descarga digital      | [ 22 ]        |
| Países Bajos   | 20 de marzo de 2009  | Descarga digital      | [ 23 ]        |
| Portugal       | 20 de marzo de 2009  | Descarga digital      | [ 24 ]        |
| Suecia         | 20 de marzo de 2009  | Descarga digital      | [ 25 ]        |
| Suiza          | 20 de marzo de 2009  | Descarga digital      | [ 26 ]        |
| Estados Unidos | 3 de agosto de 2010  | CD                    | [ 4 ]         |
| Francia        | 3 de agosto de 2010  | CD                    | [             |
| Alemania       | 3 de agosto de 2010  | CD                    | [             |
| Canadá         | 10 de agosto de 2010 | CD                    | =             |
| México         | 10 de agosto de 2010 | CD y descarga digital | [ 27 ] [ 28 ] |

## Créditos y personal
| - Lady Gaga: voz principal, teclado, piano, compositora - Mary Fagot: director artístico - Vincent Herbert: productor ejecutivo, A&R - Martín Kierszenbaum: compositor, productor, A&R | - Meeno: fotografía - RedOne composición - Akon: composición - Tony Ugval: ingeniería de sonido, mezcla |

Fuente: Allmusic.